# John de Jongh
John P. de Jongh, Jr., född 13 november 1957 på St. Thomas, var guvernör för de Amerikanska Jungfruöarna mellan den 1 januari 2007 och den 5 januari 2015. Han efterträdde Charles Wesley Turnbull som inte var tillåten att kandidera för en tredje mandatperiod.